# Mayer Ottmár
Mayer Ottmár (Temesvár, 1911. november 11. – Szabadka, 1941. november 18.) jugoszláviai magyar közíró, újságíró, szerkesztő, politikus, a vajdasági munkásmozgalom egyik vezetője.
Álnevei: Egy maturáns, Hajdú Vilmos, Kalmár István, Szabó János, Szántó Árpád  és Szántó L.

## Élete
Jómódú kereskedőcsaládba született. Apja Mayer Béla terménykereskedő, anyja Hermann Erzsébet volt. Szülei Budapestről költöztek Temesvárra ahol Mayer Ottmár, és húga, Albin is született. Az I. világháború vége felé költöztek Palicsra. A háború után a család anyagi helyzete valamelyest megrendült. Elemi iskolai baráti köréhez tartozott Jancsó Károly és Simokovich Rókus akikkel később is baráti viszonyban maradtak. A szabadkai gimnáziumban tanult, majd az érettségi után a Pázmány Péter Tudományegyetem bölcsészkarán tanárnak készült, de mivel nem kapott ösztöndíjat, abba kellett hagynia tanulmányait. Ezután kertészkedésből élt, majd visszatért Szabadkára, ahol bekapcsolódott a Népkör nevű ifjúsági mozgalomba. Egy ideig tanult a kolozsvári református teológiai főiskolán is. Ezt követően hivatalnokként helyezkedett el, később a szabadkai Népszavánál dolgozott.
1935-ben lett a Jugoszláv Kommunista Párt (JKP) tagja. 1936-tól a Híd című folyóirat szerkesztője majd főszerkesztője volt, ahol a Világszemle rovatot írta Hajdú Vilmos, Kalmár István, Szabó János és Szántó Árpád álneveken is.  1937?-ben vette feleségül Lovászy Magdát. Lányuk Zsuzsanna 1938-ban született. 1940 decemberétől 1941 áprilisáig börtönben volt. A bácskai bevonulás után mint a JKP szabadkai kerületének titkára az ellenállási mozgalom egyik szervezője volt. 1941 szeptemberében letartóztatták, majd kötél általi halálra ítélték és kivégezték.

## Néhány írása
- Híd 1934-1941, Forum Könyvkiadó, Újvidék, 1964, 489 oldal
  - benne Mayer Ottmár: Iskolaév kezdetén valamint
  - Egy maturáns (Mayer Ottmár álneve): Az érettségi után című írása

- Kiss Ernő-...: Ár ellen – Mártír Hidasok 1941-1945, Forum Könyvkiadó, Újvidék, 1982, 489 oldal
  - benne Mayer Ottmár 18 írása

- Csuka Zoltán-...-Mayer Ottmár: S nem törődtök vele, a holnap mit őröl... – Trianontól a párizsi békéig, Források a Délvidék történetéhez 3., Hatodik Síp Alapítvány, ?, 1999, 250 oldal, ISBN 963-8294-47-7
  - benne Mayer Ottmár: A vojvodinai magyar középosztály és az ifjúság című 1937-es írása

## Emlékezete
- Mayer Ottmár-díj